# RRC Curve 24 Brackel
Der Radrennclub „Curve 24“ Dortmund-Brackel e. V. war ein deutscher Radsportverein aus Dortmund-Brackel.
Seit seiner Gründung im Jahr 1924 hatte der Verein viele erfolgreiche Mitglieder in seinen Reihen; das erfolgreichste war der Weltmeister in der Mannschaftsverfolgung von Leicester 1970, Ernst Claußmeyer.
Besonders großen Wert legte der Verein stets auf die Nachwuchsarbeit. Daher brachte Curve Brackel ab den 1960er Jahren immer wieder viele erfolgreiche Schüler-, Jugend- und Juniorenfahrer hervor. Über viele Jahre wurde eine Talentförderung mit Beteiligung der Geschwister-Scholl-Gesamtschule in Dortmund-Brackel durchgeführt, bei der mehrere hundert Kinder mit dem Radsport in Berührung gebracht wurden, von denen einige auch im Vereinssport aktiv wurden.
Zum Jahresende 2015 löste sich der Verein auf, da kein Nachfolger für den langjährigen Vorsitzenden Günter Schäfer gefunden werden konnte.

## Veranstaltungen
Der Verein richtete traditionell an Christi Himmelfahrt den 1924 erstmals ausgetragenen Großen Westfalenpreis Dortmund und seit 1958 am ersten Samstag im September das Internationale Rad-Championat aus.
Aufgrund der Auflagen der Polizei ist der Westfalen-Preis, eines der traditionsreichsten Straßenradrennen im Ruhrgebiet, immer weiter verkürzt worden, so dass die mehrfach zu durchfahrende Rundstrecke im Dortmunder Osten anstelle von 25 Kilometern in den 1970er und 1980er Jahren inzwischen zuletzt nur noch 8,9 Kilometer lang war.
Das Internationale Rad Championat wird in Dortmund-Brackel auf einer 1,2 km langen Rennstrecke ausgefahren wird fand am 3. September 2011 zum 55. Mal statt. Veranstalter ist der RRC "Curve 24" Dortmund-Brackel e. V. Das seit 1958 stattfindende Radrennen hat als Sieger Deutsche Meister, Weltmeister und Olympiasieger gehabt. Im Jahre 2001 wurde auch ein Rennen für prominente Dortmunder eingeführt. Im Laufe der Zeit stieg der Stellenwert des Promirennens so hoch, dass im Jahr 2006 rund 100 Starter an den Start gingen.
Jährlich im März startete der Verein mit seiner Brackeler Frühjahrs-Radtourenfahrt in die Rad-Saison.